# Султан Абу-Саїд
Султан Абу-Саїд (*1424 — 17 лютого 1469) — емір Мавераннахра і Хорасану в 1451—1469 роках. Повне ім'я Султан Абу-Саїд-мірза ібн Султан-Мухаммед.

## Життєпис

### Молоді роки
Походив з династії Тимуридів. Син Султан-Мухаммеда та онук Міран-шаха (правнук Тимура). Народився 1424 року в Самарканді, де здобув ґрунтовну освіту. Деякий час мешкав з дідом Міран-шахом, брав участь у війні проти Кара-Коюнлу. Після поразки Міран-шаха й загибелі його у 1448 році перебрався спочатку до Герату, а згодом Самарканду.
У 1449 році намагався скористатися складною ситуацію еміра Улугбека, проти якого виступив хан Абулхайр та власний син Абд аль-Латіф. Здійснив спробу влаштувати заколот, проте невдало, Абу-Саїда було схоплено й запроторено до в'язниці. У 1450 році помилувано й відпущено. Проте того ж року влаштував заколот у Бухарі проти Абд аль-Латіфа, нового правителя Мавераннахра. Втім, зазнав поразки й вимушений був тікати до Могулістану. Тут здобув підтримку й захопив фортецю Яси.
Після повалення Абд аль-Латіфа висунув права на трон, розпочавши війну проти еміра Абдуллаха Мірзи. Отримав підтримку від Абулхайра, за допомогою якого у вирішальній битві при Ширазі (неподалік Самарканда) здобув перемогу. Після цього наказав стратити суперника й сам став еміром. На дяку Абулхайру передав північно-західні області Держави Тимуридів (сучасний Казахстан).

### Емір Мавераннахра
Протягом 1451—1454 років зміцнив свою владу в Маверанахрі. Водночас завдав низки поразок Могулістану, але спроба посадити васального хана Юнуса на трон цієї держави зазнала невдачі. Водночас з 1454 року розпочав військові кампанії проти Абул-Касіма Бабура, правителя Хорасана, намагаючись приєднати його землі до своїх. Але не зумів цього.
У 1457 році після смерті Абул-Касіма Бабура втрутився у боротьбу за його спадок. Спочатку він переміг Ібрагіма Мірзу, онука принца Байсонкура, за цим придушив повстання в Балхі синів колишнього еміра Абд аль-Латіфа — Ахмеда і Мухаммеда Джуки, лише останній зміг врятуватися. Проте Султан Абу-Саїд знову втратив Герат.
Але у 1458 році внаслідок війни Ібрагім Мірзи та його батька Али аль-Даули проти Джаханшаха, становище останніх погіршилося. Тому Султан Абу-Саїд зайняв Герат, після чого завдав у 1459 році у битві при Сарахсі завдав поразки військам Ібрагім Мірзи та його союзника Султана-Санджара, еміра Мерва. Завдяки цим успіхам вдалося приєднати до Мавераннахра Хорасан, Астрабад та Мазандеран. До 1461 року вдалося підкорити Сістан, більшу частину Кермана, Тохарістан та Кабулістан.
Проте невдовзі проти Султан Абу-Саїда виступили нові супротивники: Мухаммед Джуки, отримав допомогу від Абулхайра, хана узбеків, який зумів відновити сили після тяжкої поразки 1457 року від ойратів. В Хорасан вдерся тимурид Хусейн Байкара. Спочатку Джуки вдалося захопити майже весь Мавераннахр, окрім Бухари і Самарканду. У відповідь Султан Абу-Саїд швидко повернувся, переміг бунтівних військовиків, що перейшли на бік Мухаммеда Джуки, якого після цього залишили узбеки. Проте війська еміра Мавераннахра не зумів захопити фортецю Шахрухію, де засів суперник Султан Абу-Саїда.
Водночас було втрачено майже увесь Хорасан, тримався лише Герат. Тому Султан Абу-Саїд поспіхом рушив проти Хусейна Байкари, якому завдав поразки, повернувши собі під оруду Хорасан, Астрабад і Мазандеран. У 1462 році здався Мухаммед Джуки в Шахрухії. Його запроторено до в'язниці. Водночас не наважився втрутитися у боротьбу між Ак-Коюнлу та Кара-Коюнлу, оскільки Хусейн байкара в Хорезмі готувався до походу проти Мавераннахра.
Лише у 1467 році з Мерву розпочав похід до Західної Персії. Спочатку вдалося підкорити північ Персії та південний Азербайджан. 11 лютого 1469 року у вирішальній битві в Карабасі проти військ Ак-Коюнлу на чолі із Узун-Хасаном зазнав поразки й потрапив у полон. Невдовзі Султан Абу-Саїда було страчено. Ці події призвели до остаточного розпаду держави Тимуридів: в Хорасані владу захопив Хусейн Байкара, в Мавераннахрі еміром став Султан-Ахмед Мірза, а в Кабулі — Улугбек Мірза.

## Розбудова міст
У Самарканді за наказом еміра було зведено мавзолей Аксарай, на кошти його дружини — мавзолей Ішратхона. Втім, багато будівництвом займався візир Султана Абу-Саїда — Каутб ад-Дін Таус, зокрема прокладено канал Джуй-і-Султані, що покращало водопостачання Герату й навколишньої області. В Обе (неподалік від Герату) було облаштовано лікувальний курорт для Тимуридів та знаті. багато коштів виділялося на зведенням мечетей, медресе.